# Alan St Edmund
Alan St Edmund (auch de St Edmund) († zwischen 26. Oktober und 30. November 1291) war ein schottischer Geistlicher und Minister. Ab 1282 war er Bischof von Caithness, dazu diente er kurzzeitig als Kanzler von Schottland.

## Aufstieg zum Bischof
Alan St Edmund war vermutlich Schotte, er hatte einen Bruder, Adam St Edmund, der 1291 Pfarrer von Lestalrik war. Um 1280 lebte Alan als Kaplan und Beamter im Dienst von Hugh de Evesham, Kardinalpriester von San Lorenzo in Lucina an der Kurie. 1278 war Richard, der Dekan von Caithness zum neuen Bischof der Diözese Caithness gewählt worden. Gegen seine Wahl wurden jedoch Einwände erhoben, und schließlich wurde er zum Amtsverzicht gedrängt. Daraufhin wählten die Kanoniker der Diözese Caithness Hervey de Donodei zum Bischof, der jedoch starb, bevor seine Wahl von der Kurie bestätigt wurde. Nun machte Papst Martin IV. von seinem Recht Gebrauch, in diesem Fall selbst einen neuen Bischof zu ernennen, und ernannte am 13. April 1282 Alan St Edmund. Nach seiner Weihe reiste Alan nach Schottland und übernahm die Verwaltung seiner Diözese.

## Dienst als Kanzler von Schottland
Als nach dem Tod der Maid of Norway 1290 die schottische Thronfolge völlig ungeklärt war, sollte eine Kommission unter dem Vorsitz des englischen Königs Eduard I. über die Ansprüche der Anwärter auf den schottischen Thron entscheiden. Alan hatte offenbar seine Kontakte zu Kardinal Hugh of Evesham beibehalten und gewann die Gunst des englischen Königs. Dieser ernannte ihn am 12. Juni 1291 zum Kanzler der schottischen Regierung und übergab ihm das Staatssiegel. Am nächsten Tag huldigte Alan zusammen mit anderen schottischen Prälaten und Magnaten dem englischen König als Oberherrn während der ungeklärten Thronfrage. Am 26. Oktober 1291 belohnte ihn der König noch mit dem Recht, in königlichen Forsten 40 Eichen für den Kirchenbau in Caithness zu schlagen, doch am 12. Dezember war Alan seit einiger Zeit tot.